# Tropa de Elite (trilha sonora)
A trilha sonora oficial do filme Tropa de Elite foi lançada em outubro de 2007 pela EMI Music. A faixa homônima, gravada pelo grupo Tihuana, recebeu uma certificação de platina, devido a mais de 100 mil downloads pagos segundo a ABPD. A trilha sonora oficial trouxe para o lançamento vários diferenciais importantes. Cada CD saiu com vale-ingresso para o filme, minipôster encartado e ainda um trailer do polêmico longa.

## Faixas
| N.º | Título                            | Compositor(es)                                                                 | Intérprete                      | Duração |  |
| 1.  | "Rap das Armas"                   | MC Júnior, MC Leonardo                                                         | MC Júnior & MC Leonardo         | 3:49    |  |
| 2.  | "Tropa de Elite"                  | Egypcio, Léo Stuart, PG, Fernando Baía, Román Laurito, Renato Rodrigues Araújo | Tihuana                         | 3:14    |  |
| 3.  | "Rap da Felicidade"               | Julinho Rasta, Katia                                                           | Cidinho & Doca                  | 5:12    |  |
| 4.  | "Passa que é Teu"                 | P. Bromfman, Robertinho Silva                                                  | Pedro Bromfman                  | 1:51    |  |
| 5.  | "Brilhar A Minha Estrela"         | Di Castro                                                                      | Sangue da Cidade                | 3:15    |  |
| 6.  | "Kátia Flávia, a Godiva do Irajá" | F. Fawcett e Carlos Laufer                                                     | Fausto Fawcett                  | 4:08    |  |
| 7.  | "Teatro de Bonecos"               | P. Guedes, G. Flarys                                                           | Pedro Guedes e Guilherme Flarys | 0:53    |  |
| 8.  | "Polícia"                         | Tony Bellotto                                                                  | Titãs                           | 2:07    |  |
| 9.  | "Invasão do Bope"                 | P. Bromfman, R. Silva, Ney Conceição                                           | Pedro Bromfman                  | 3:20    |  |
| 10. | "Lado B Lado A"                   | Marcelo Falcão, Marcelo Yuka                                                   | O Rappa                         | 5:05    |  |
| 11. | "Andando pela África"             | Fernando Barboza Ferraz                                                        | Barbatuques                     | 4:15    |  |
| 12. | "Nossa Bandeira"                  | MC Dandara                                                                     | MC Júnior & MC Leonardo         | 2:48    |  |
| 13. | "Rap das Armas"                   | MC Júnior, MC Leonardo                                                         | MC Júnior & MC Leonardo         | 3:49    |  |
| 14. | "Shiny Happy People"              | Bill Berry, Peter Buck, Mike Mills, Michael Stipe                              | R.E.M.                          | 3:58    |  |